# 工噶嘉木白
工噶嘉木白，清朝后期西藏第穆寺札萨克喇嘛，藏族人。
他是八世第穆呼图克图阿旺罗布藏吉克美嘉木参属下的管事札萨克喇嘛。他被指控对呼图克图不守清规之事隐藏不报，事发之后，咸丰三年（1853年）朝廷将他革去名号，遣送到琼结地方，由该地营官负责管束，禁止他外出生事。八世第穆呼图克图圆寂后，第穆寺僧众指控所谓不守清规是夏扎·旺曲杰布的诬告，驻藏大臣奏请朝廷处理，最后不了了之。